# 史密斯米爾斯 (肯塔基州)
史密斯米爾斯（英語：Smith Mills）是位於美國肯塔基州亨德森縣的一個非建制地區。

## 地理
史密斯米爾斯所處的海拔為高於海平面125米（即410英呎），而該地所採用的時區為UTC-6，即北美中部時區（CST）。同時該地設有夏令時間，為UTC-6調快一小時，即UTC-5（CDT）。